# Quatzenheim
Quatzenheim là một xã thuộc tỉnh Bas-Rhin trong vùng Grand Est đông bắc Pháp.
It grew up along an old Roman road leading from Strasbourg to Saverne.